# 2019 год в Израиле
События 2019 года в Израиле .

## Действующие лица
- Президент — Реувен Ривлин
- Премьер-министр — Биньямин Нетаньяху
- Председатель Верховного суда — Эстер Хают
- Начальник Генерального штаба — Авив Кохави.
- Правительство Израиля — 34-е правительство Израиля

## События

### Январь
- 24 января — стартовал Гран-при по дзюдо в Тель-Авиве[англ.]

### Март
- 25 марта — Президент США Дональд Трамп подписывает Прокламацию о признании Голанских высот частью Государства Израиль[англ.][1]

### Апрель
- 9 апреля — выборы в законодательные органы Израиля
- 11 апреля — израильский космический корабль «Берешит» терпит крушение на Луне[2]

### Май
- 3-6 мая — столкновения между сектором Газа и Израилем (май 2019 г.)[англ.][3]
- 14-18 мая — Конкурс песни Евровидение 2019 проходит в Экспо Тель-Авив в Израиле.
  - 18 мая — Коби Марими представляет Израиль на конкурсе песни «Евровидение» с песней Home[4]

### Июль
- 2-3 июля — протест эфиопских евреев в Израиле[англ.].

### Сентябрь
- 17 сентября — выборы в законодательные органы Израиля в сентябре 2019 г.

### Ноябрь
- 12-14 ноября — столкновения между сектором Газа и Израилем (ноябрь 2019 г.)[5]

### Декабрь
- 12 декабря — Израилю придется провести третьи всеобщие выборы менее чем за год[6]
- 20 декабря — Главный прокурор Международного уголовного суда Фату Бенсуда объявил о расследовании Международного уголовного суда в Палестине предполагаемых нарушений со стороны обеих сторон в израильско-палестинском конфликте[7]
- 31 декабря — Израиль начал добычу газа на газовом месторождении Левиафан[8]

## Умерли
- 7 января — Моше Аренс (р. 1925), авиационный инженер, дипломат и политик[9]
- 25 января —Мешулам Риклис[англ.] (р.1923), израильский бизнесмен турецкого происхождения[10]
- 1 февраля — Йосеф Соринов (р. 1946), футболист.
- 6 февраля —Йехиэль Экштейн[англ.] (р. 1951), израильско-американский раввин[11]
- 14 февраля — Майкл Нудельман (р. 1938), политик.
- 17 февраля —Ами Мааяни[англ.] (р. 1936), композитор.
- 26 февраля — Yizhak Sadai [нем.] (р. 1935), композитор.
- 11 марта — Йона Атари (р. 1933), певица и актриса.
- 11 марта — Дэнни Бен-Исраэль[англ.] (р. 1944), музыкант.
- 23 марта — Рафи Эйтан (р. 1926), шпион и политик.[12]
- 2 мая — Миха Линденштраусс (р. 1937), судья и государственный контролер.
- 4 июня — Нехама Ривлин (р. 1945), первая леди Израиля .[13]
- 7 июля — Ора Намир (р. 1930), политик и дипломат.
- 18 октября Меир Шамгар (р. 1925), юрист и бывший председатель Верховного суда
- 8 декабря —Герберт Пундик[англ.] (р. 1927), датско-израильский журналист и писатель.[14]
- 18 декабря — Геула Коэн (р. 1925), политик и активистка.